# Bonnie Tyler

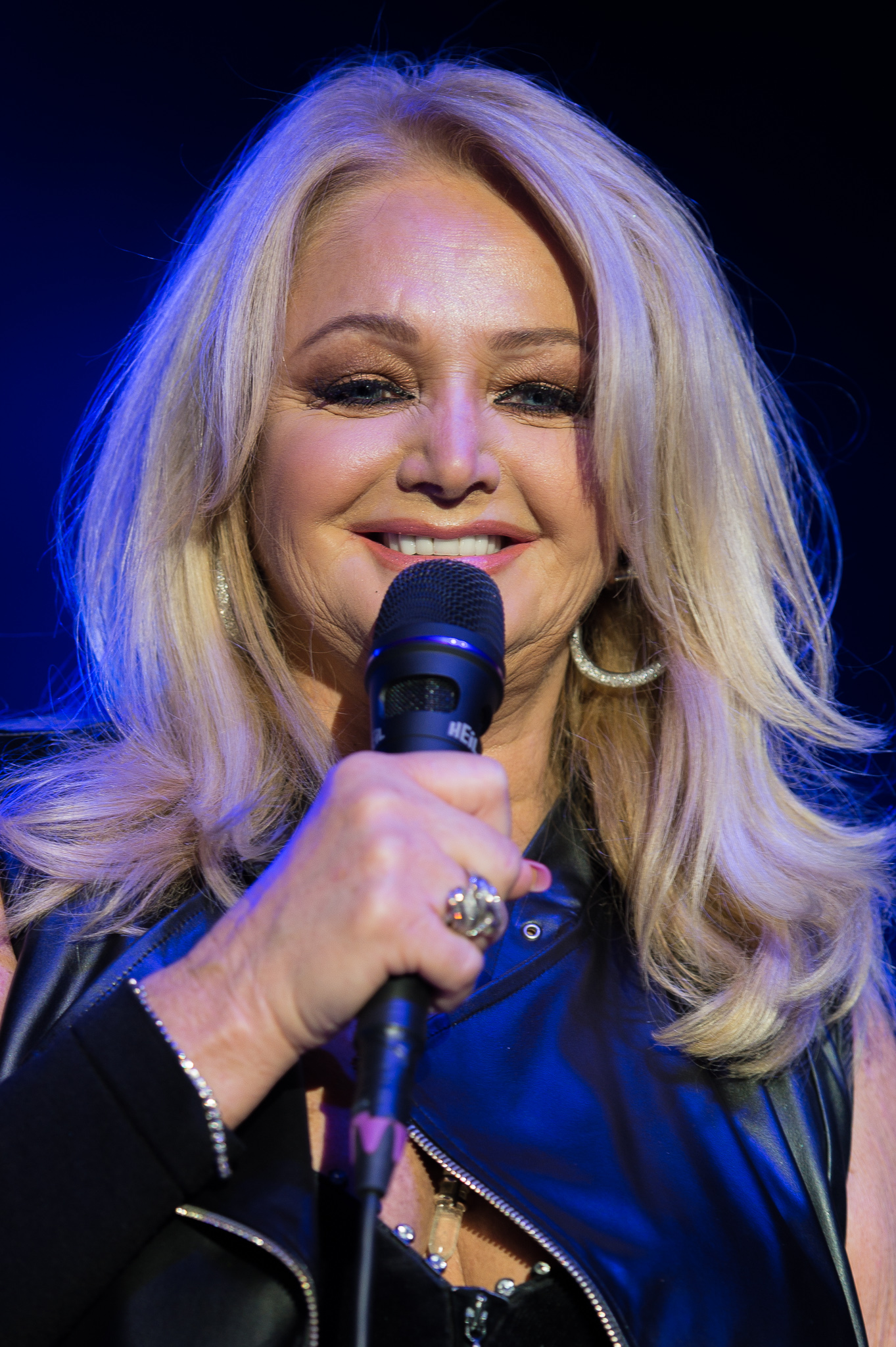
Bonnie Tyler (2016)

Bonnie Tyler MBE (* 8. Juni 1951 als Gaynor Hopkins in Skewen, Neath) ist eine britische Pop- und Rocksängerin. Der Durchbruch gelang ihr ab 1977 mit Lost in France und It’s a Heartache. In den 1980er Jahren folgten Hits wie Total Eclipse of the Heart und Holding Out for a Hero. Sie erhielt zahlreiche Auszeichnungen und war mehrfach für den Grammy und den Brit Award nominiert.

## Biographie

### Kindheit und Jugend
Tyler wurde 1951 im walisischen Skewen geboren und wuchs mit fünf Geschwistern auf. Ihr Vater war Bergarbeiter. Die Mutter, ein Opernfan, teilte die Liebe zur Musik mit ihren Kindern. In ihrer Jugend sang Tyler in einer Gruppe namens Bobby Wayne and the Dixies, gründete dann eine eigene Band und nannte sie Imagination. Nahezu ein Jahrzehnt lang trat sie mit ihrer Band in Kneipen und Nachtclubs in Südwales auf. Seit 1973 ist sie mit Robert Sullivan verheiratet, einem Cousin des Vaters von Catherine Zeta-Jones.

### Karriere

#### Anfänge (1975–1977)

Bonnie Tyler um 1975

1975 produzierte Bonnie Tyler ihre erste Single mit dem Titel My! My! Honeycomb bei RCA Records, die jedoch nicht in die Hitparaden gelangte. Ihre zweite Single Lost in France erreichte die Top 10 der britischen Popmusikcharts. Die Single wurde auch auf dem europäischen Kontinent ein großer Erfolg und erreichte Platz 3 in Deutschland.
Der Erfolg von Lost in France veranlasste Bonnie Tyler 1977, ihr erstes Album aufzunehmen. Dieses Album mit dem Titel The World Starts Tonight hatte außer in den skandinavischen Ländern nur einen bescheidenen Erfolg. Die folgenden Singles wurden zumindest kleine, regionale Hits: Das poppige More Than a Lover erreichte die Top 30 in Großbritannien, während das countryhafte Heaven in die Top 25 der deutschen Singlecharts gelangte. Kurz darauf unterzog sich Tyler einer Operation, um Knötchen von ihren Stimmlippen zu entfernen. Da sie der Anweisung ihres Arztes, für eine bestimmte Zeit nicht zu sprechen, nicht folgte, wurde ihre Stimme rau, damit schien ihre Karriere im Musikgeschäft zu Ende zu sein. Tatsächlich jedoch ist die „Reibeisenstimme“ zu ihrem Markenzeichen geworden.

#### Internationaler Durchbruch (1978–1987)
Bereits mit der nächsten Single It’s a Heartache aus ihrem zweiten Album Natural Force landete sie 1978 einen Welthit. Die Single erreichte Platz 1 in Frankreich und Australien, Platz 2 in Deutschland sowie die Top 5 in Großbritannien, einigen anderen europäischen Ländern und in den USA. In dieser Zeit unternahm sie ihre erste Tournee in den USA.
Danach ließ der internationale Erfolg zunächst erneut nach, jedoch konnte sie einige regionale Hits verbuchen: Im Sommer 1978 erreichte Here Am I die Top 20 in Deutschland und Skandinavien, im Jahr darauf erklomm sie mit dem Country-Song My Guns Are Loaded Platz 3 in Frankreich und hatte mit dem Filmsong (The World Is Full of) Married Men auch in der britischen Heimat einen Top-40-Erfolg zu verbuchen.
Die folgenden Alben Diamond Cut (1979) und Goodbye to the Island (1981) hatten nur mäßigen Erfolg, und Tyler wurde mit ihren Aufnahmen immer unzufriedener, zumal ihr Produzententeam sie zunehmend zum Country drängte, in dem sie sich nicht wohlfühlte. Deshalb wechselte sie 1982 die Plattenfirma und unterschrieb einen Vertrag mit CBS Records. Ihr 1983er Album Faster Than the Speed of Night wurde sehr erfolgreich, und die Single Total Eclipse of the Heart, komponiert von Jim Steinman, erklomm die Charts weltweit und blieb für Wochen auf Platz 1 auf beiden Seiten des Atlantiks (Platz 16 in Deutschland). Das millionenfach verkaufte Album, das in Großbritannien auf Platz 1 einstieg, brachte Tyler 1984 zwei Grammy-Nominierungen für die beste Popsängerin und die beste Rockmusikerin ein.
Im selben Jahr nahm sie mit Shakin’ Stevens das Rock-’n’-Roll-Duett A Rockin' Good Way auf und landete damit einen weiteren Top-5-Hit in den britischen Singlecharts. Ebenfalls 1984 hatte sie einen weiteren großen Erfolg mit der Single Holding Out for a Hero (Platz 2 in Großbritannien, Platz 19 in Deutschland). 1985 erhielt sie erneut eine Grammy-Nominierung als beste Rockmusikerin und für den Song Here She Comes. Das zweite Album, das unter der Regie von Jim Steinman eingespielt wurde, erschien 1986 unter dem Titel Secret Dreams and Forbidden Fire. In den USA hatte es keinen Erfolg und verkaufte sich auch in Großbritannien und Deutschland eher mittelmäßig. Lediglich in den skandinavischen Ländern, Frankreich und der Schweiz konnte es an den Erfolg des Vorgängers anknüpfen. Die daraus ausgekoppelten Singles waren ebenfalls nicht überall erfolgreich, so geriet die Rockhymne If You Were a Woman (And I Was a Man) zwar in Frankreich zu einem Top-10-Hit, konnte sich aber im Rest der Welt ebenso wenig durchsetzen wie die aufwendige Bombastballade Loving You’s a Dirty Job im Duett mit Todd Rundgren.
1987 sang Tyler den Titelsong Islands des gleichnamigen Albums von Mike Oldfield. Im Jahr darauf brachte sie das Album Hide Your Heart heraus, auf dem sie sich von einer sehr rockigen Seite zeigte und an dem als Songschreiber der Bon-Jovi-Produzent Desmond Child und die Hardrockgruppe Kiss beteiligt waren. Auf dem Album befand sich auch eine erste Version des späteren Tina-Turner-Hits The Best. Die Platte floppte bis auf die skandinavischen Länder und die Schweiz. Danach zog sie sich aus dem internationalen Musikgeschäft zurück.

#### Wechselhafter Erfolg in Europa (1990–2005)

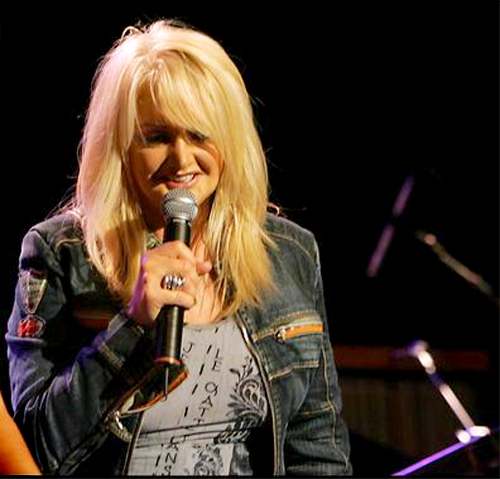
Bonnie Tyler, 2005

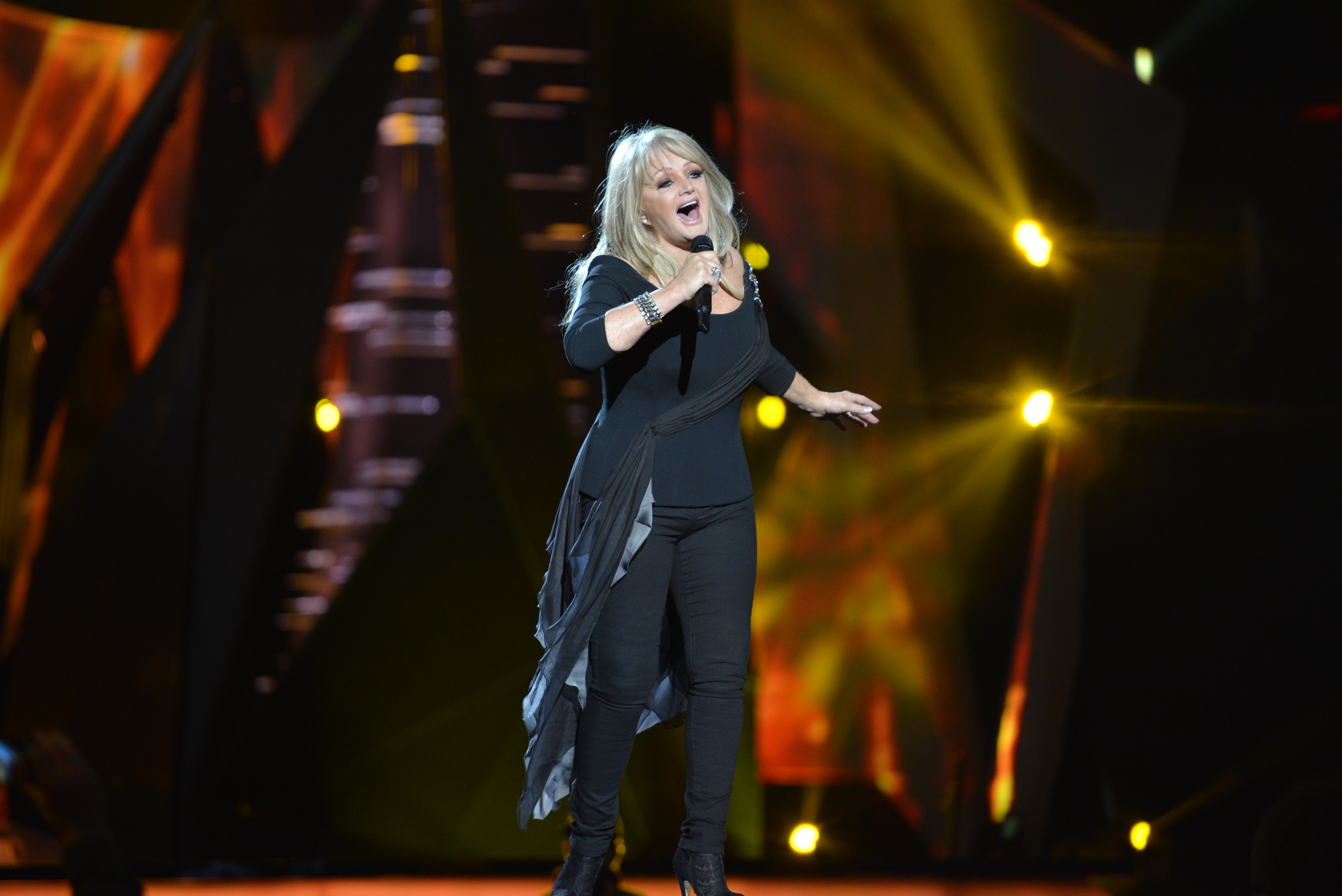
Bonnie Tyler beim Eurovision Song Contest 2013

1991 verhalf ihr Dieter Bohlen zu einem Comeback mit dem Titel Bitterblue (Platz 17 in Deutschland), den er unter dem Pseudonym Howard Houston schrieb. Gemeinsam produzierten Bohlen und Tyler gleich drei erfolgreiche Alben: Bitterblue (1991), Angel Heart (1992) und Silhouette in Red (1993). Ein 1993 veröffentlichtes Hitalbum The Very Best of Bonnie Tyler wurde in den deutschsprachigen Ländern mit Platin veredelt. Für ihre großen Verkaufserfolge erhielt sie 1994 sowohl den RSH-Gold Award, den ECHO als auch die Goldene Europa als erfolgreichste Künstlerin. Neben den deutschsprachigen Ländern verkauften sich die Bohlen-Produktionen gut in Skandinavien, während Tyler in Großbritannien und den USA mit dieser Softpopmusik nicht landen konnte. 1995 wollte sie diese Länder wieder zurückerobern und wechselte abermals die Plattenfirma und den Produzenten. Sie spielte mit Free Spirit wieder ein Rockalbum ein. Trotz der namhaften Produzentenriege wie Jim Steinman und den Scorpions wurde die Platte vor allem aufgrund mangelhafter Vermarktung ein kommerzieller Flop.
In den Jahren danach ließen die Erfolge weiter nach, erst 2002 brachte ihr ein neues Greatest-Hits-Album eine Top-20-Notierung in Großbritannien und landete kurz darauf in weiteren europäischen Ländern in den Top 10. Im Dezember 2003 sang Tyler mit der französischen Sängerin Kareen Antonn Si Demain, eine französische Version von Total Eclipse of the Heart als Duett ein. Der Song wurde im Januar 2004 veröffentlicht und erreichte in den französischen, belgischen und polnischen Charts Platz 1. Die zweite Neuauflage, Si tout s’arrête (It’s a Heartache), ebenfalls im Duett mit Kareen Antonn, konnte sich in den Top 20 der französischen Singlecharts platzieren. Im Herbst 2004 veröffentlichte sie im Duett mit Matthias Reim das Lied Vergiss' es (Forget It), das Platz 64 der deutschen Single-Charts erreichte. 2005 folgte das Studioalbum Wings.

#### Comebackversuch und Eurovision Song Contest (seit 2013)
Im März 2013 erschien das in Nashville produzierte Country-Rock-Album Rocks & Honey. Die Songs stammen unter anderem aus der Feder von Desmond Child und Frank J. Myers, und es ist ein Duett mit Country-Sänger Vince Gill mit dem Titel What You Need From Me enthalten. Im selben Monat wurde Tyler von der BBC nach einer internen Wahl zur Vertreterin Großbritanniens beim Eurovision Song Contest in Malmö bestimmt. Dort trat sie am 18. Mai 2013 mit ihrer neuen Single Believe in Me auf und erreichte mit 23 Punkten den 19. Platz. Im März 2019 erschien ihr nächstes Album Between the Earth and Stars und 2023 ihre Autobiographie „Straight From The Heart“, ein Buch, in dem Tyler ihr bewegtes Leben erzählt. Das Konzert vom 8. Mai 2019 im Berliner Admiralspalast erschien 2024 unter dem Titel Bonnie Tyler: In Berlin als Doppelalbum.

## Diskografie
Studioalben

| Jahr | Titel                                | Höchstplatzierung, Gesamtwochen, AuszeichnungChartplatzierungen (Jahr, Titel, Platzierungen, Wochen, Auszeichnungen, Anmerkungen) | Höchstplatzierung, Gesamtwochen, AuszeichnungChartplatzierungen (Jahr, Titel, Platzierungen, Wochen, Auszeichnungen, Anmerkungen) | Höchstplatzierung, Gesamtwochen, AuszeichnungChartplatzierungen (Jahr, Titel, Platzierungen, Wochen, Auszeichnungen, Anmerkungen) | Höchstplatzierung, Gesamtwochen, AuszeichnungChartplatzierungen (Jahr, Titel, Platzierungen, Wochen, Auszeichnungen, Anmerkungen) | Höchstplatzierung, Gesamtwochen, AuszeichnungChartplatzierungen (Jahr, Titel, Platzierungen, Wochen, Auszeichnungen, Anmerkungen) | Anmerkungen                                                |
| Jahr | Titel                                | DE | AT | CH | UK | US | Anmerkungen                                                |
| ---- | ------------------------------------ | --- | --- | --- | --- | --- | ---------------------------------------------------------- |
| 1977 | The World Starts Tonight             | — | — | — | — | — | Erstveröffentlichung: 1977                                 |
| 1978 | Natural Force / It’s a Heartache     | — | — | — | — | US16 Gold · (17 Wo.)US | Erstveröffentlichung: 19. Mai 1978 Verkäufe: + 625.000     |
| 1979 | Diamond Cut                          | — | — | — | — | US145 (5 Wo.)US | Erstveröffentlichung: 1979                                 |
| 1981 | Goodbye to the Island                | — | — | — | — | — | Erstveröffentlichung: 1981                                 |
| 1983 | Faster Than the Speed of Night       | DE20 (14 Wo.)DE | — | CH19 (3 Wo.)CH | UK1 Silber · (45 Wo.)UK | US4 Platin · (32 Wo.)US | Erstveröffentlichung: 4. April 1983 Verkäufe: + 1.540.000  |
| 1986 | Secret Dreams and Forbidden Fire     | DE24 (9 Wo.)DE | AT23 (2 Wo.)AT | CH3 (11 Wo.)CH | UK24 (12 Wo.)UK | US106 (8 Wo.)US | Erstveröffentlichung: 4. Mai 1986 Verkäufe: + 100.000      |
| 1988 | Hide Your Heart / Notes From America | DE64 (1 Wo.)DE | — | CH13 (8 Wo.)CH | UK78 (1 Wo.)UK | — | Erstveröffentlichung: 1. Mai 1988                          |
| 1991 | Bitterblue                           | DE22 (17 Wo.)DE | AT1 Platin · (20 Wo.)AT | CH21 Gold · (16 Wo.)CH | — | — | Erstveröffentlichung: 1. Dezember 1991 Verkäufe: + 225.000 |
| 1992 | Angel Heart                          | DE28 Gold · (24 Wo.)DE | AT9 Gold · (16 Wo.)AT | CH14 Gold · (20 Wo.)CH | — | — | Erstveröffentlichung: 19. Oktober 1992 Verkäufe: + 300.000 |
| 1993 | Silhouette in Red                    | DE28 (12 Wo.)DE | AT25 (8 Wo.)AT | CH23 (6 Wo.)CH | — | — | Erstveröffentlichung: 18. Oktober 1993                     |
| 1995 | Free Spirit                          | — | AT43 (2 Wo.)AT | CH39 (2 Wo.)CH | — | — | Erstveröffentlichung: 15. Oktober 1995                     |
| 1998 | All in One Voice                     | — | — | — | — | — | Erstveröffentlichung: 1998                                 |
| 2003 | Heart and Soul / Heart Strings       | DE41 (3 Wo.)DE | AT32 (5 Wo.)AT | — | — | — | Erstveröffentlichung: 2. März 2003                         |
| 2004 | Simply Believe                       | — | — | CH35 (7 Wo.)CH | — | — | Erstveröffentlichung: 11. April 2004                       |
| 2005 | Wings / Celebrate                    | — | — | — | — | — | Erstveröffentlichung: 15. Mai 2005                         |
| 2013 | Rocks & Honey                        | DE59 (1 Wo.)DE | — | CH59 (1 Wo.)CH | UK52 (2 Wo.)UK | — | Erstveröffentlichung: 8. März 2013                         |
| 2019 | Between the Earth and Stars          | DE23 (4 Wo.)DE | AT24 (2 Wo.)AT | CH11 (4 Wo.)CH | UK34 (2 Wo.)UK | — | Erstveröffentlichung: 15. März 2019                        |
| 2021 | The Best Is Yet to Come              | DE35 (2 Wo.)DE | AT47 (1 Wo.)AT | CH28 (2 Wo.)CH | — | — | Erstveröffentlichung: 26. Februar 2021                     |

grau schraffiert: keine Chartdaten aus diesem Jahr verfügbar

## Auszeichnungen
- Music Retailer Magazine 1978
Most Promising Newcomer
- Dail Express 1978
Best New Artist
- Bravo Otto 1977
Goldener Otto Kategorie Sängerin
- Goldene Europa
1978: International Singer
1983: Comeback of the Year
1993: International Singer
- Yamaha Prize 1979
Grand Prix International „Sitting on the Edge of the Ocean“
- Academy Country Music 1979
Best New Artist „It’s a Heartache“ (Nominierung)
- Guinness World Record 1983
First british female artist to have an album enter the UK chart at no.1 „Faster Than the Speed of Night“
- BRIT Awards
Best Newcomer (Nominierung) 1978
Best singer (Nominierung) 1984
Best singer (Nominierung) 1986
- American Music Awards 1983
Favorite Pop/Rock Female Artist (Nominierung)
Favorite Pop/Rock Single „Total Eclipse of the Heart“ (Nominierung)
- Grammy Awards
1984: Best Pop Vocal Female „Total Eclipse of the Heart“ (Nominierung)
1984: Best Rock Vocal Female „Faster Than the Speed of Night“ (Nominierung)
1985: Best Rock Vocal Female „Here She Comes“ (Nominierung)
- Variety Club of Great Britain Award 1984
Best Recording Artist of the Year „Total Eclipse of the Heart“
- RSH-Gold Award 1992
Erfolgreichste deutschproduzierte Interpretin bzw. Ohrwurm des Jahres
- Echo Award
1993: Best International Singer „Angel Heart“ (Nominierung)
1994: Best International Singer „The Very Best Of/Silhouette In Red“
- Radio Regenbogen Award 1999
Lifetime Award
- Writs Welsh Music Awards 2001
Best Singer „Greatest Hits“ (Nominierung)
- Royal Welsh College of Music & Drama 2002
Honorary Fellow in recognition of outstanding achievements within the fields of music.
- Les Hits de Diamants 2004
„It’s a Heartache“ & „Total Eclipse of the Heart“
- Steiger Award 2005
Lifetime Award
- ESC Radio Awards 2013[5]
Best Song: Believe In Me
Best Female Artist: Bonnie Tyler
- BASCA Awards 2013[6]
40th Gold Badge Awards: Lifetime Award